# Jurământ
Jurământul (din latină juramentum) este o promisiune solemnă făcută de cineva, de regulă în public, printr-o formulă fixă, cu invocarea divinității sau a unei valori morale recunoscute.
Încălcarea unui jurământ se numește sperjur.

## În Antichitate
Jocurile Olimpice antice durau cinci zile și începeau cu o procesiune solemnă, jertfe, defilarea concurenților și jurământul olimpic.

## În Evul Mediu
În Evul Mediu, ceremonia care cuprindea jurământul de credință și de supunere al unui vasal față de suzeranul său purta denumirea de omagiu. Aceasă ceremonie ne-a parvenit atât menționată în texte cât și reprodusă pe sigilii, pe miniaturi sau pe basoreliefuri. la ceremonie participă doi oameni, care stau față în față: unul vrea să servească, iar celălalt acceptă sau dorește să fie șef. Primul își împreuneaza mâinile și le așeaza astfel unite în mâinile celui de al doilea, ca simbol clar de supunere, uneori însoțit de îngenunchere. Personajul care își ofera mâinile rostește câteva cuvinte prin care se recunoaște omul celui din fața sa. Apoi șeful și subordonatul se sărută pe gură, ca simbol al înțelegerii și al prieteniei. Aceste gesturi serveau la înnodarea uneia dintre legăturile sociale cele mai puternice pe care le-a cunoscut epoca feudală. Omagiul, în această formă, nu a fost modificat niciodată. Din perioada carolingiană peste vechiul omagiu s-a suprapus un al doilea ritual, strict religios: cu mâna întinsă pe Evanghelie sau moaște, noul vasal jura să-i fie credincios stăpânului său. Era ceea ce se numea jurământ de credință.

## În contemporaneitate
În vremurile noastre, prin jurământ, persoana se obligă fie să spună adevărul în legătură cu anumite fapte, în fața unui judecător, fie să-și facă datoria, față de popor, de stat etc. 

## Situația în România

### Jurământul martorului
În Codul de procedură penală din România se prevede formula jurământului pe care îl depune martorul înaintea ascultării lui de către organele judiciare:
"Jur că voi spune adevărul și că nu voi ascunde nimic din ceea ce știu. Asa să-mi ajute Dumnezeu!".
În timpul depunerii jurământului, martorul ține mâna pe cruce sau pe Biblie. Referirea la divinitate din formula jurământului se schimbă potrivit credinței religioase a martorului. Martorului de altă religie decât cea creștină nu îi sunt aplicabile cerințele sa țină mâna pe cruce sau pe Biblie. Martorul fără confesiune va depune următorul jurământ:

"Jur pe onoare și conștiință că voi spune adevărul și că nu voi ascunde nimic din ceea ce știu".

### Jurământul militar
În Decretul-Lege nr. 55 din 6 februarie 1990, publicat în Monitorul Oficial nr. 21 din 8 februarie 1990 se prevede că, la intrarea în rândurile forțelor armate ale României, militarii vor depune următorul juramânt:
"Eu,............., intrând în rândurile forțelor armate, jur credință nestrămutată poporului român și patriei mele.

Jur să respect legile țării, să execut întocmai cerințele regulamentelor militare și ordinele comandanților și șefilor mei, atât în timp de pace, cât și în timp de război.

Jur să nu-mi precupețesc sângele și viața pentru a apăra pământul strămoșesc, independența și suveranitatea patriei.

Dacă voi călca jurământul meu, să suport pedeapsa aspră a legilor patriei mele, România."
În legea nr. 446 din 30 noiembrie 2006 privind pregătirea populației pentru apărare, publicată în Monitorul Oficial nr. 990/12 decembrie 2006, formula jurământului militar este următoarea:
"Eu, ............., jur credință patriei mele, România. Jur să-mi apăr țara, chiar cu prețul vieții. Jur să respect Constituția, legile țării și regulamentele militare. Așa să-mi ajute Dumnezeu!"

### Jurământul de credință
Prin Legea nr.8 din 10 ianuarie 2002 privind jurământul de credință față de țară și popor al senatorilor și deputaților din Parlamentul României, textul publicat în Monitorul Oficial nr. 101/5 feb. 2002, senatorii și deputații depun, în ședință solemnă a Camerei din care fac parte, următorul jurământ de credință față de țară și popor:
"Jur credință patriei mele România.

Jur să respect Constituția și legile țării.

Jur să apăr democrația, drepturile și libertățile fundamentale ale cetățenilor, suveranitatea, independența, unitatea și integritatea teritorială a României.

Jur să-mi îndeplinesc cu onoare și fidelitate mandatul încredințat de popor.
Așa să mă ajute Dumnezeu!"

Jurământul de credință se poate depune și fără formula religioasă, aceasta putând fi înlocuită cu formula:

Jur pe onoare și conștiință, 

care prefațează jurământul.

### Jurământul președintelui
Articolul 82 din Constituția României prevede jurământul pe care îl depune Președintele României în fața celor două camere ale Parlamentului, reunite în ședință comună, înainte de a începe exercitarea mandatului prezidențial:
Jur să-mi dăruiesc toată puterea și priceperea pentru propășirea spirituală și materială a poporului român, să respect Constituția și legile țării, să apăr democrația, drepturile și libertățile fundamentale ale cetățenilor, suveranitatea, independența, unitatea și integritatea teritorială a României. Așa să-mi ajute Dumnezeu!

### Juramantul functionarilor publici
Conform art. 62(6) din Legea nr.188 din 8 decembrie 1999 privind Statutul funcționarilor publici :
"(6) La intrarea în corpul funcționarilor publici, funcționarul public depune jurământul de credință în termen de 3 zile de la emiterea actului de numire în funcția publică definitivă. Jurământul are următoarea formulă: Jur să respect Constituția, drepturile și libertățile fundamentale ale omului, să aplic în mod corect și fără părtinire legile țării, să îndeplinesc conștiincios îndatoririle ce îmi revin în funcția publică în care am fost numit, să păstrez secretul profesional și să respect normele de conduită profesională și civică. Așa să-mi ajute Dumnezeu. Formula religioasă de încheiere va respecta libertatea convingerilor religioase.
(7) Depunerea jurământului prevăzut la alin. (6) se consemnează în scris. Refuzul depunerii jurământului se consemnează în scris și atrage revocarea actului administrativ de numire în funcția publică. Obligația de organizare a depunerii jurământului aparține persoanei care are competența legală de numire."

### Alte profesii
În multe universități, absolvenții facultăților de medicină prestează la sfârșitul studiului jurământul lui Hippocrate.